# Editorial Futura
A Editorial Futura, é uma editora livreira portuguesa.

## História
A Editorial Futura, foi particularmente activa nas décadas de 1970 e 1980, espeecialmente na edição de álbuns de banda desenhada, no entanto de momento, parece estar a atravessar um marasmo editorial.

## Algumas publicações em BD

### Séries
- Albuns Infantis
- Antologia da BD Portuguesa
- Antologia da BD Clássica
- Aventuras
- Agente Secreto X-9
- Brick Bradford
- Buck Rogers
- Buddy Longway
- Cisco Kid
- Conan Saga
- Cuto
- Decameron
- Flash Gordon
- Fantasma
- Garth
- Gente Pequena
- O Incal
- Jim del Monaco
- Johnny Hazard
- Kerry Drake
- Mandrake
- Manos Kelly
- Marc Mathieu
- Nova BD
- Ric Hochet
- Rip Kirby
- Tomahawk Tom
- Spider-Man
- Tarzan
- Thorgal
- Torpedo 1936